# Peking Opera Blues
Pour plus de détails, voir Fiche technique et Distribution.
Peking Opera Blues (chinois traditionnel: 刀馬旦, chinois simplifié: 刀马旦, pinyin: Dāo Mǎ Dàn) est un film hongkongais réalisé par Tsui Hark, sorti en 1986.

## Synopsis
En 1913, la fille d'un seigneur de guerre rejoint un mouvement de libération clandestin et rencontre une chanteuse cupide.

## Fiche technique
- Titre : Peking Opera Blues
- Titre original : chinois traditionnel: 刀馬旦, chinois simplifié: 刀马旦, pinyin: Dāo Mǎ Dàn
- Réalisation : Tsui Hark
- Scénario : Raymond To
- Pays d'origine : Hong Kong
- Format :  Couleurs - 1,85 : 1 - son mono - 35 mm
- Genre : Comédie d'action
- Durée : 104 minutes
- Dates de sortie :
  - Hong Kong : 6 septembre 1986
  - Taïwan : 13 septembre 1986
  - Japon : 21 juin 1988 (avant-première vidéo)
  - États-Unis : 25 janvier 1989 (New York)

## Distribution
- Brigitte Lin : Tsao Wan
- Cherie Chung : Sheung Hung
- Sally Yeh : Pat Neil
- Kenneth Tsang : Général Tsao
- Wu Ma : M. Wong
- Paul Chun : Fa Gum-Sao
- Mark Cheng : Ling Pak-Hoi
- Ku Feng : Commandant Liu
- Hoi San Lee : Soldat à moustache
- Po-Chih Leong : M. Kam

## Distinctions
- 6 nominations aux Hong Kong Film Awards de 1986.